# 圣塞戈莱娜教堂

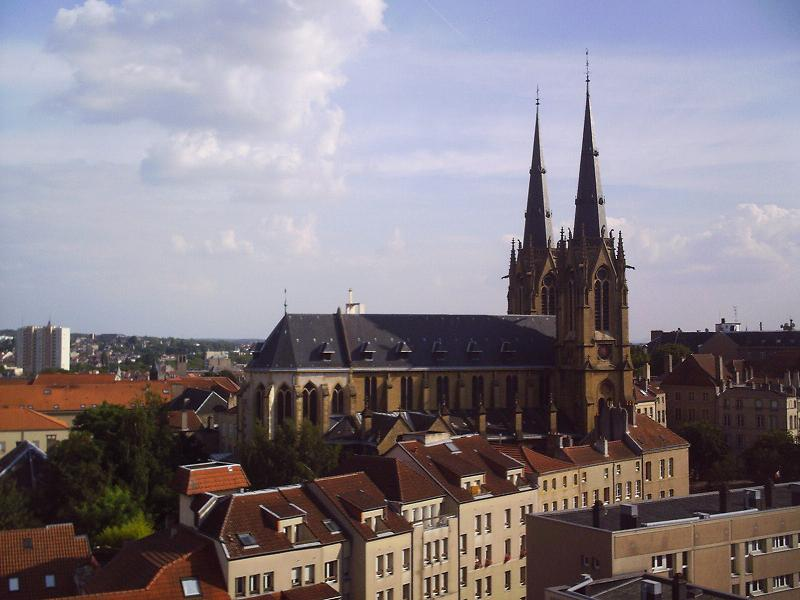

圣塞戈莱娜教堂（法語：Église Sainte-Ségolène）是一座罗马天主教教堂，坐落在法国大東部大區梅斯老城的圣女贞德广场（place Jeanne-d’Arc）。该建筑于1981年9月29日列为法国历史古迹。
该堂历史可追溯到9世纪。13世纪哥特式教堂规模较大，建于1250年。19世纪新哥特式风格新堂落成于1898年。

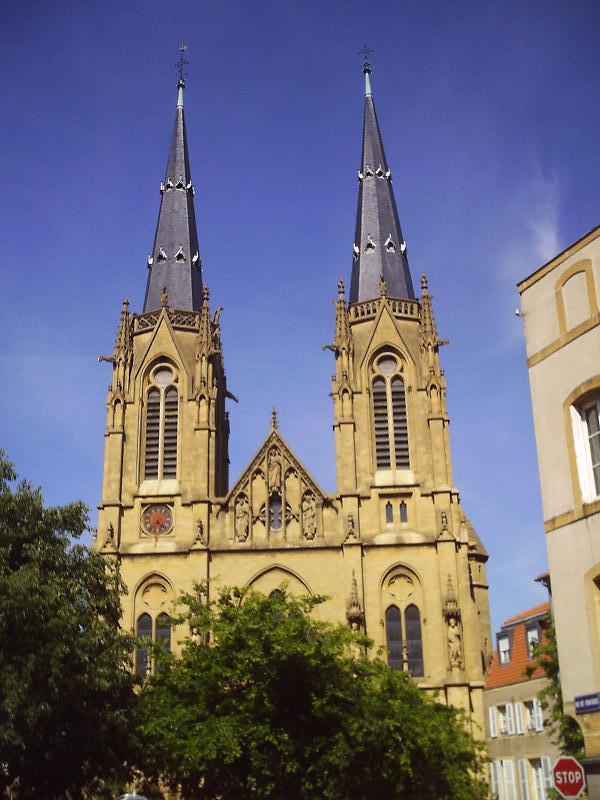
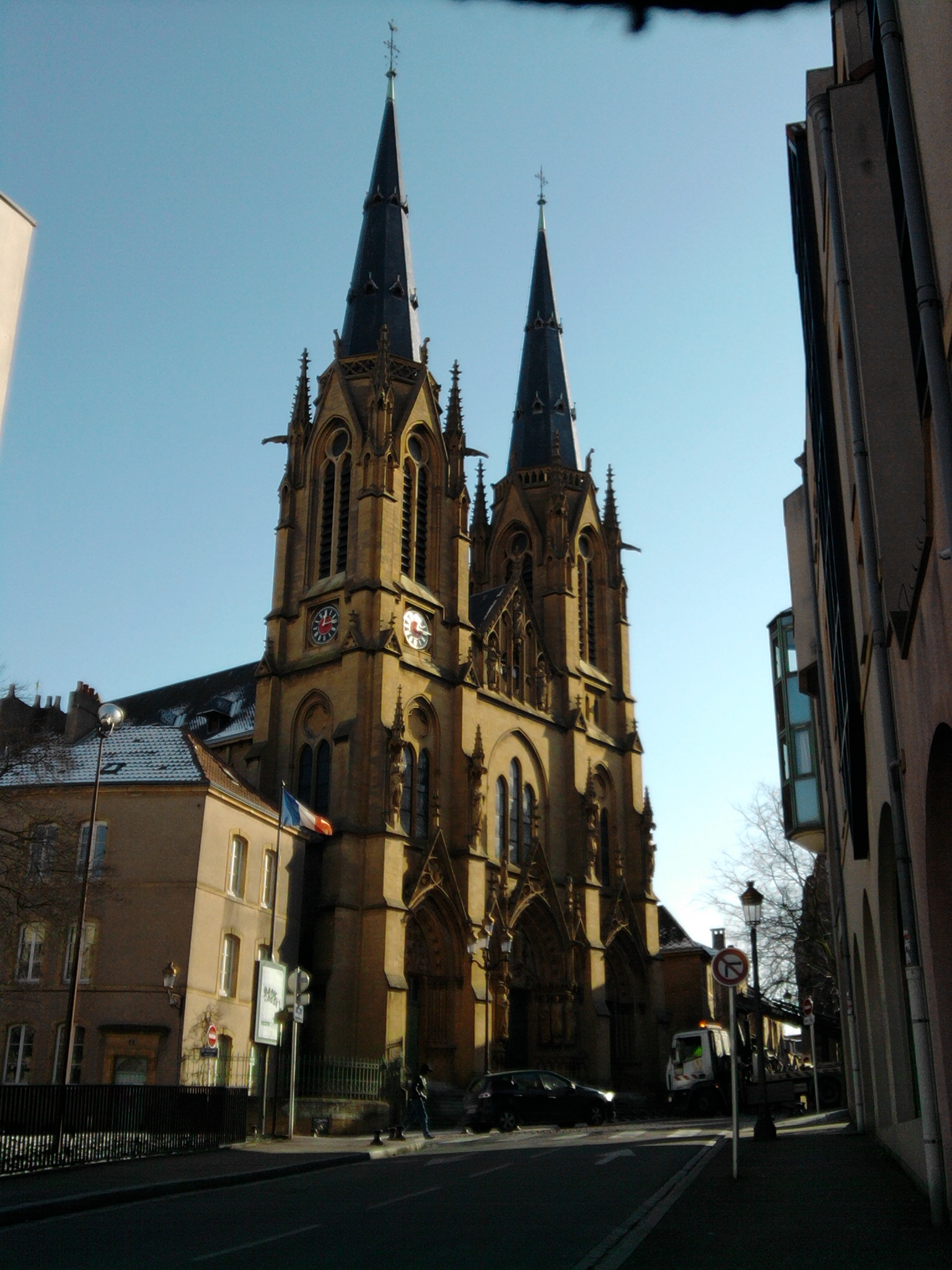
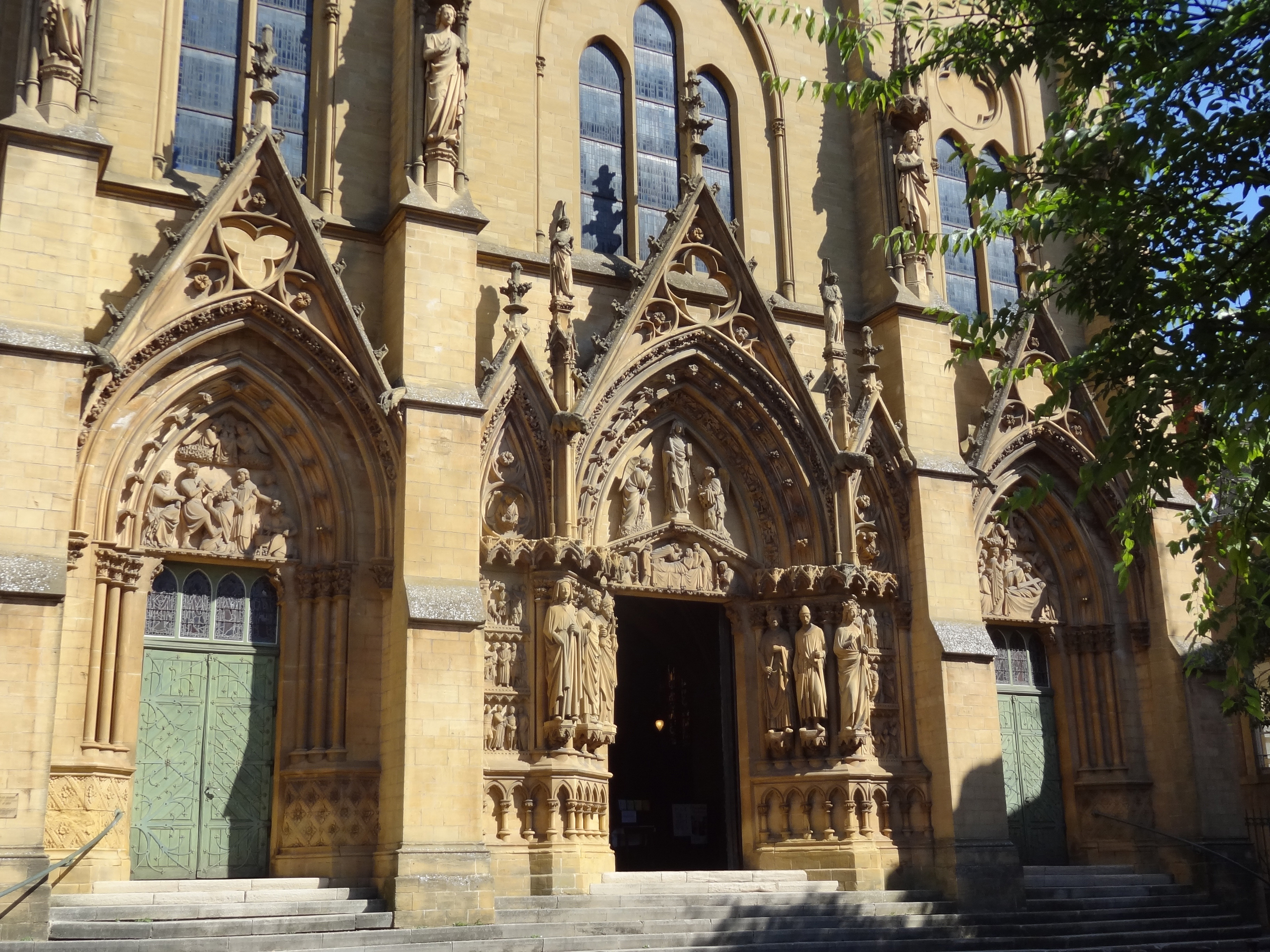
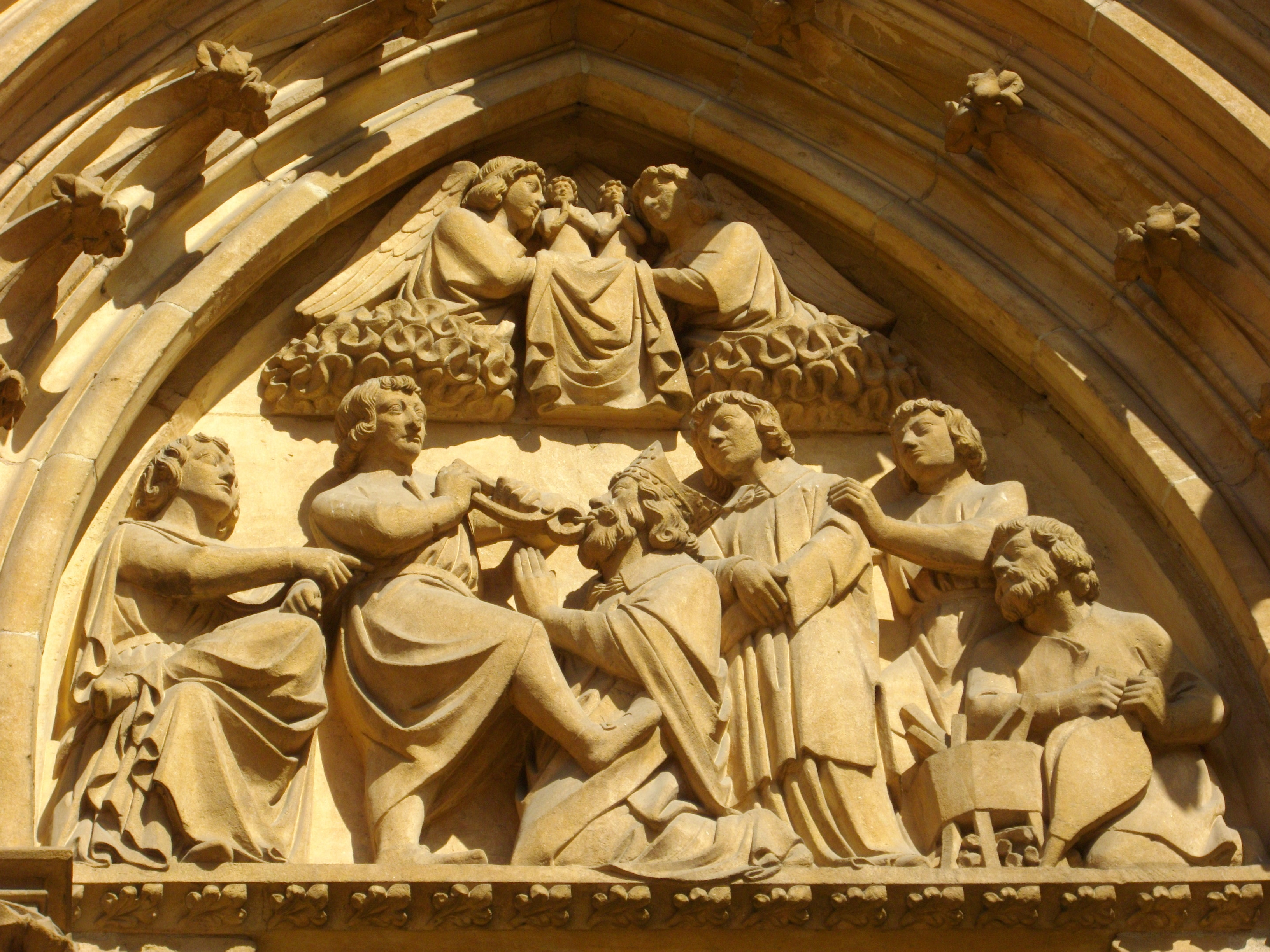
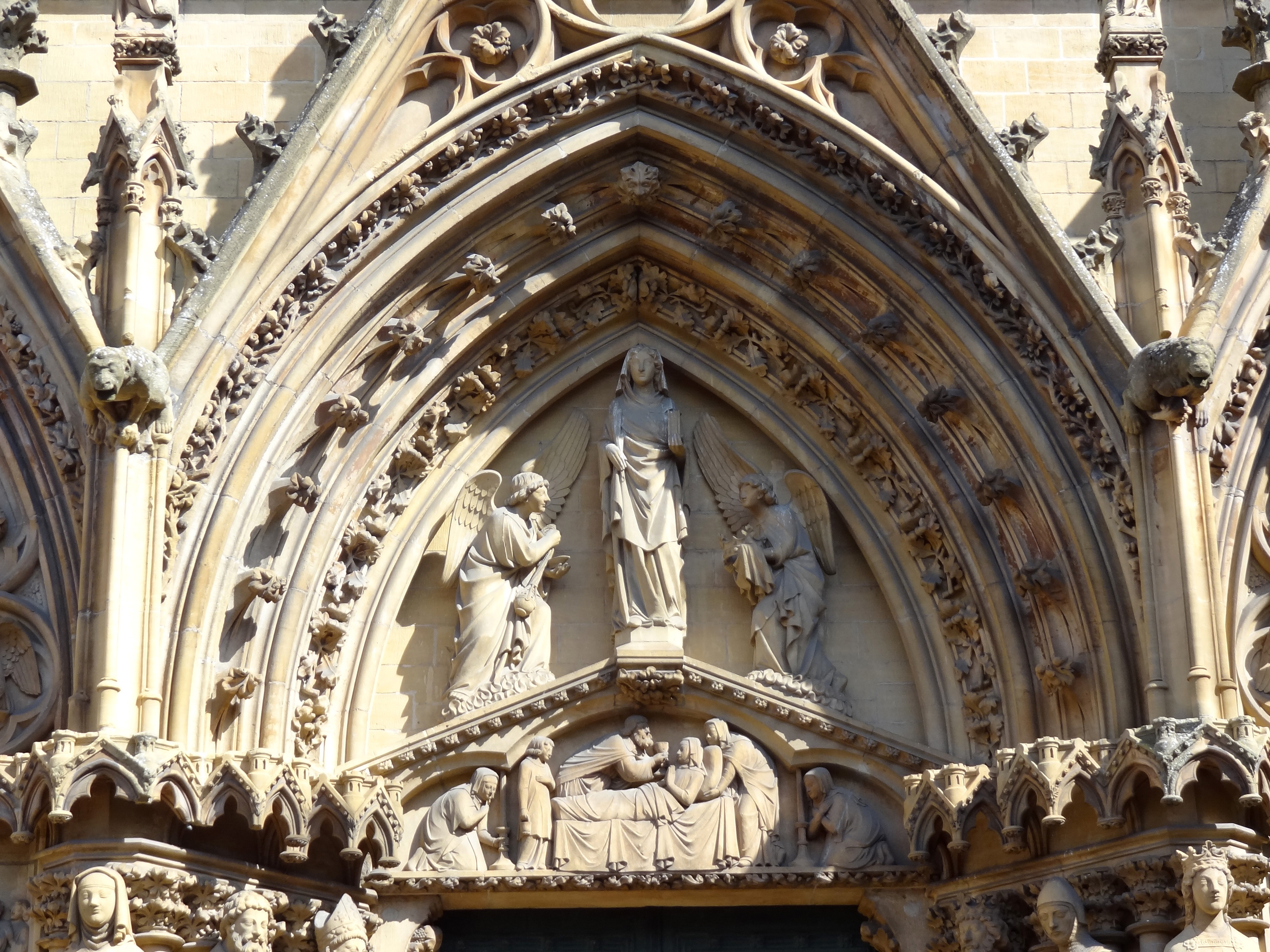
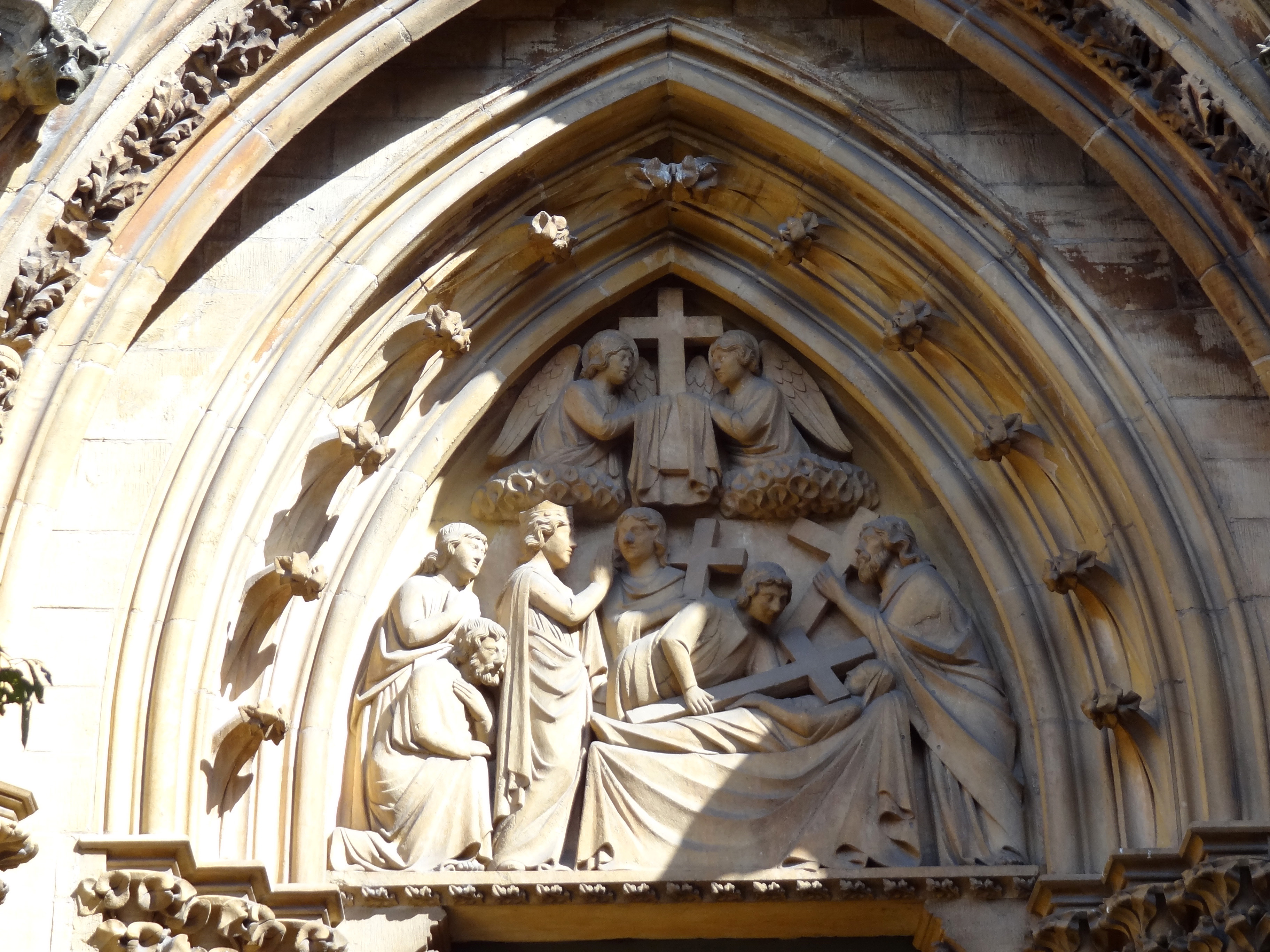
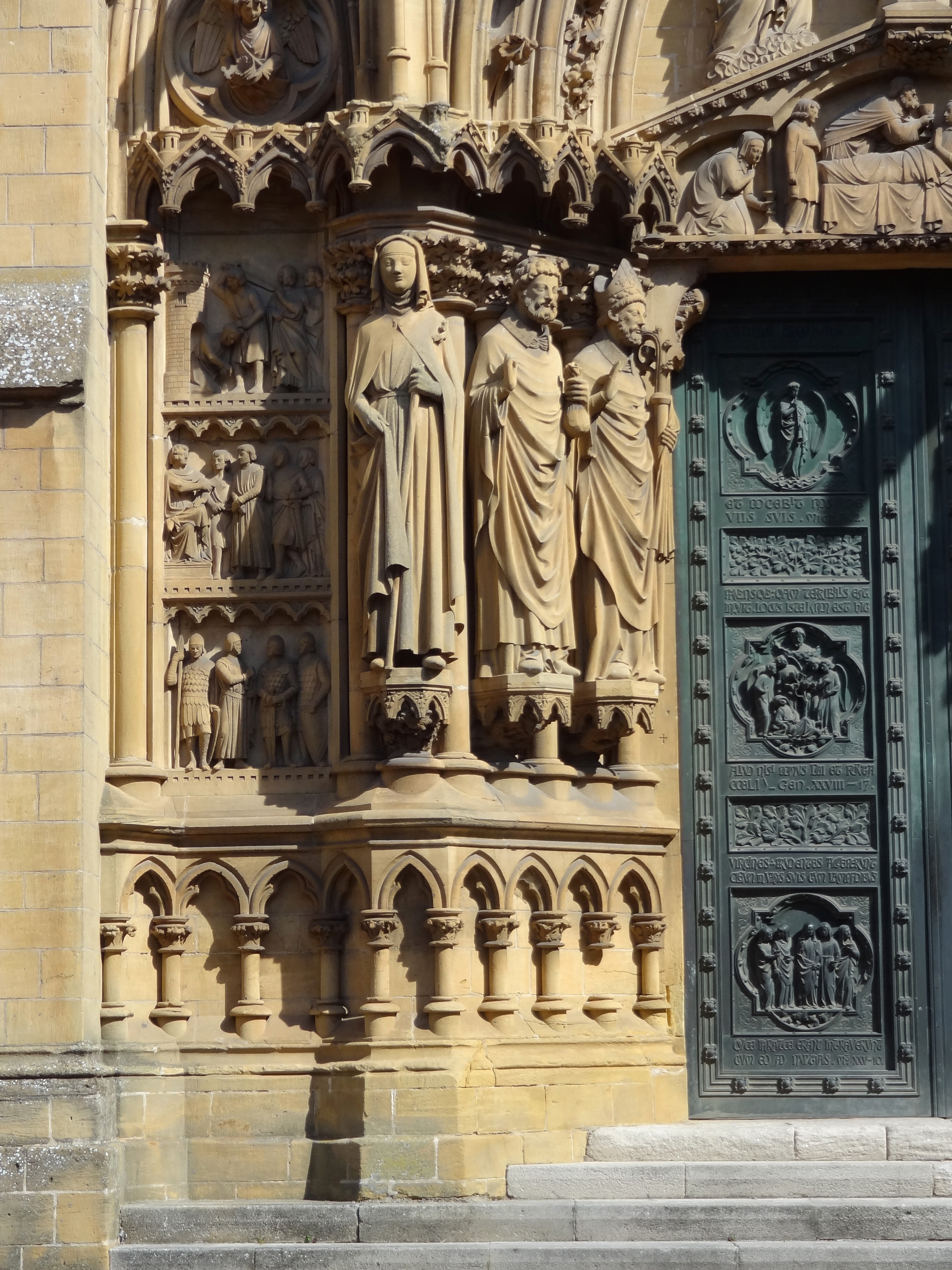
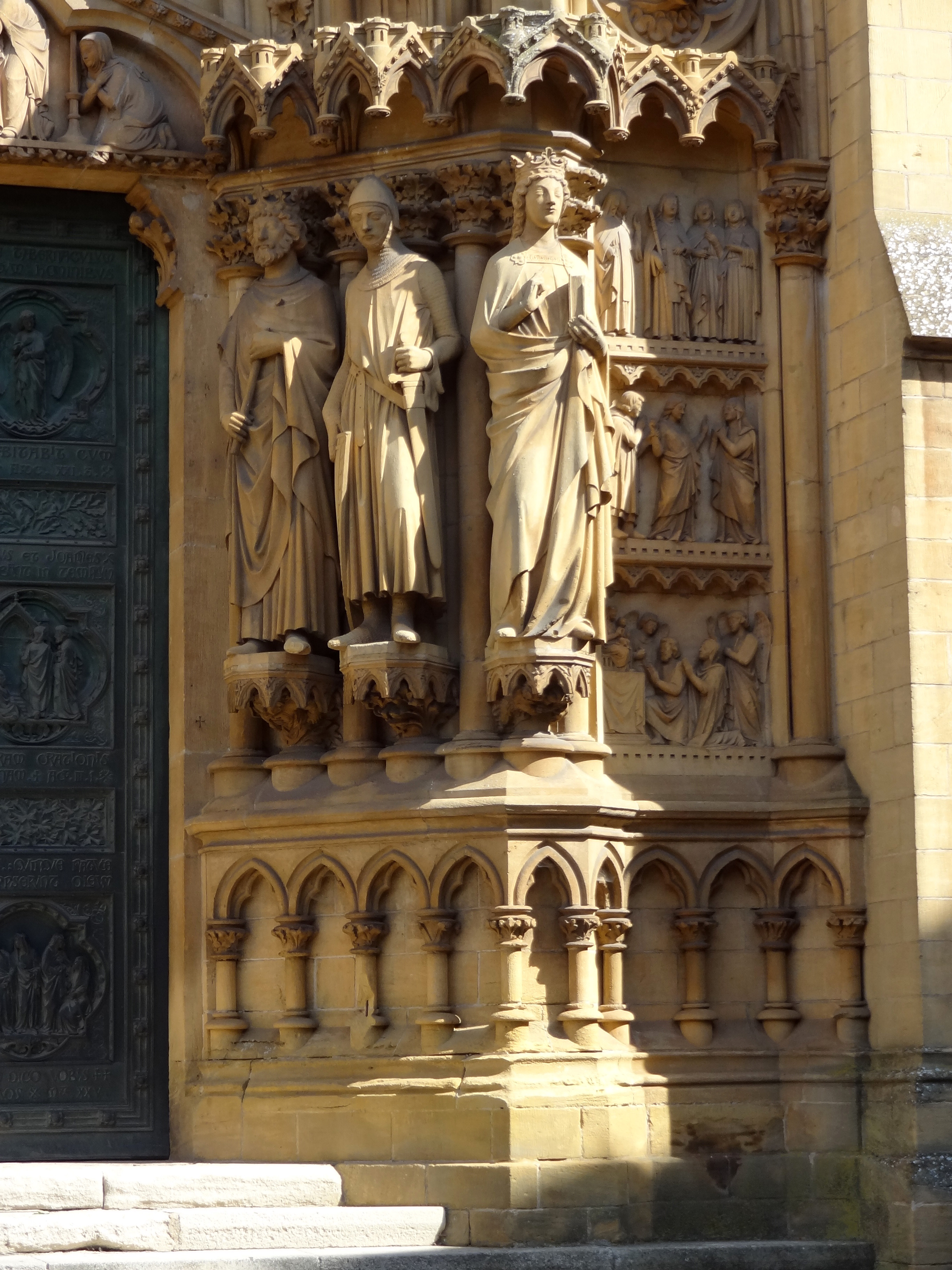
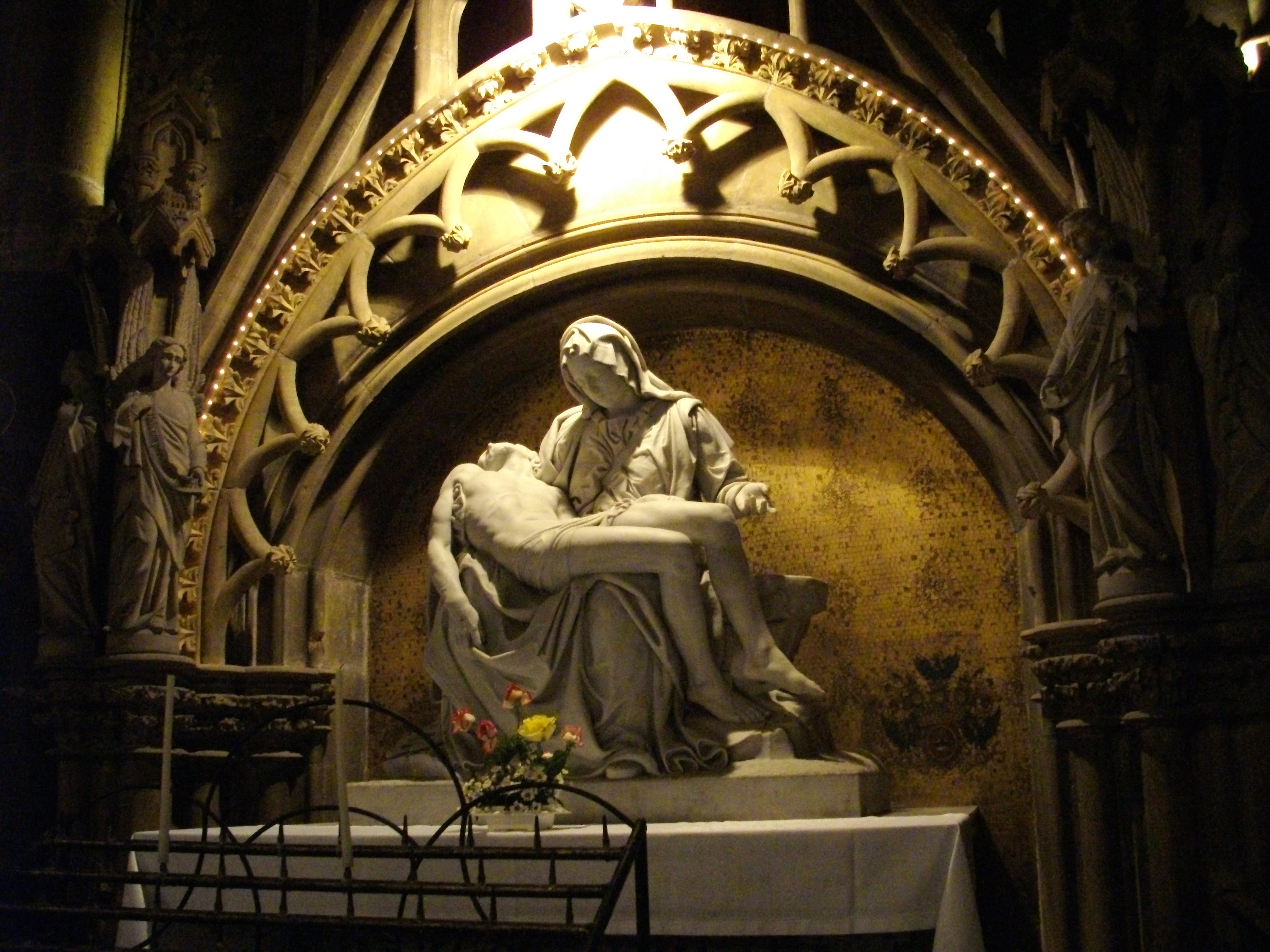
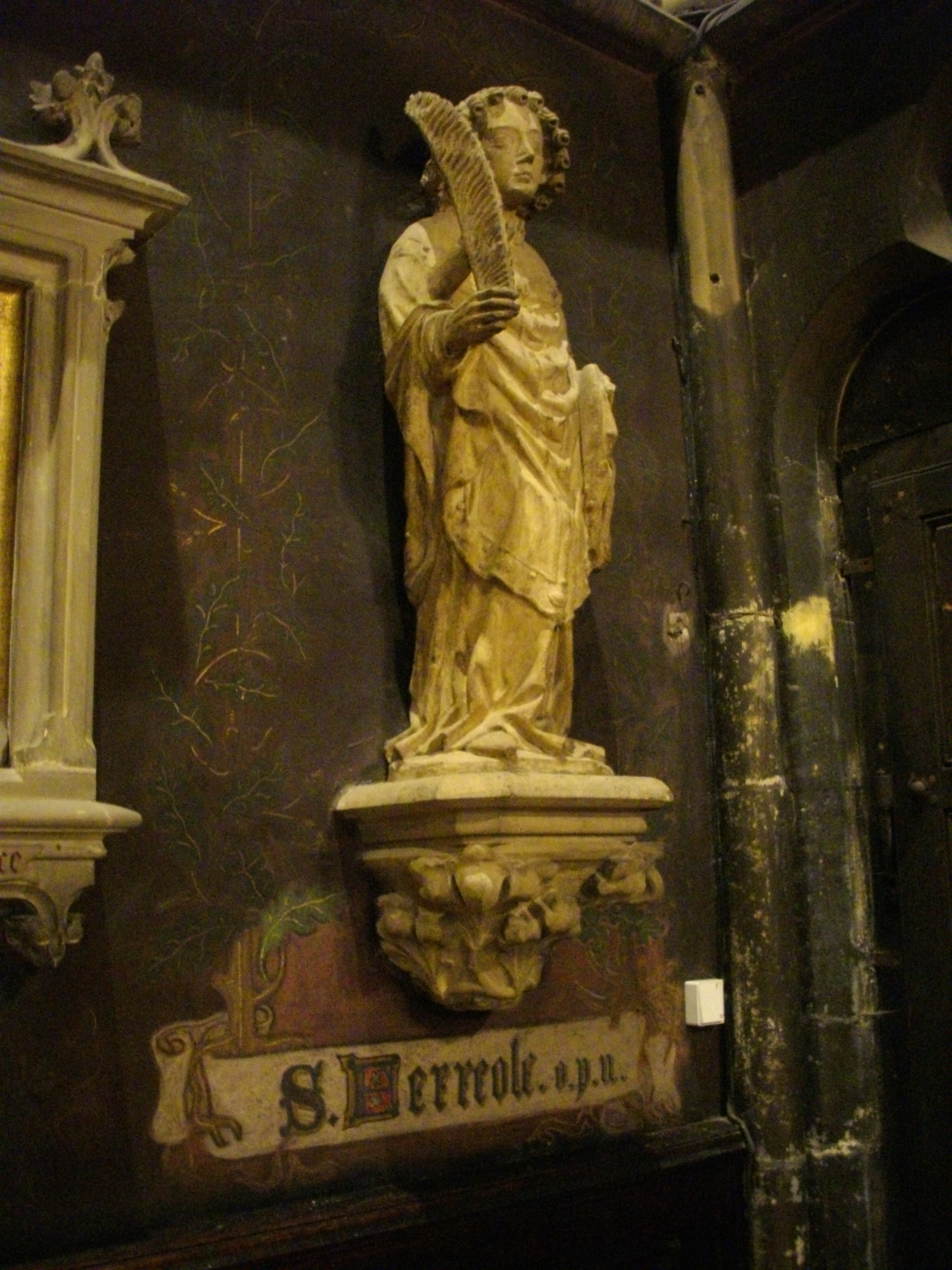
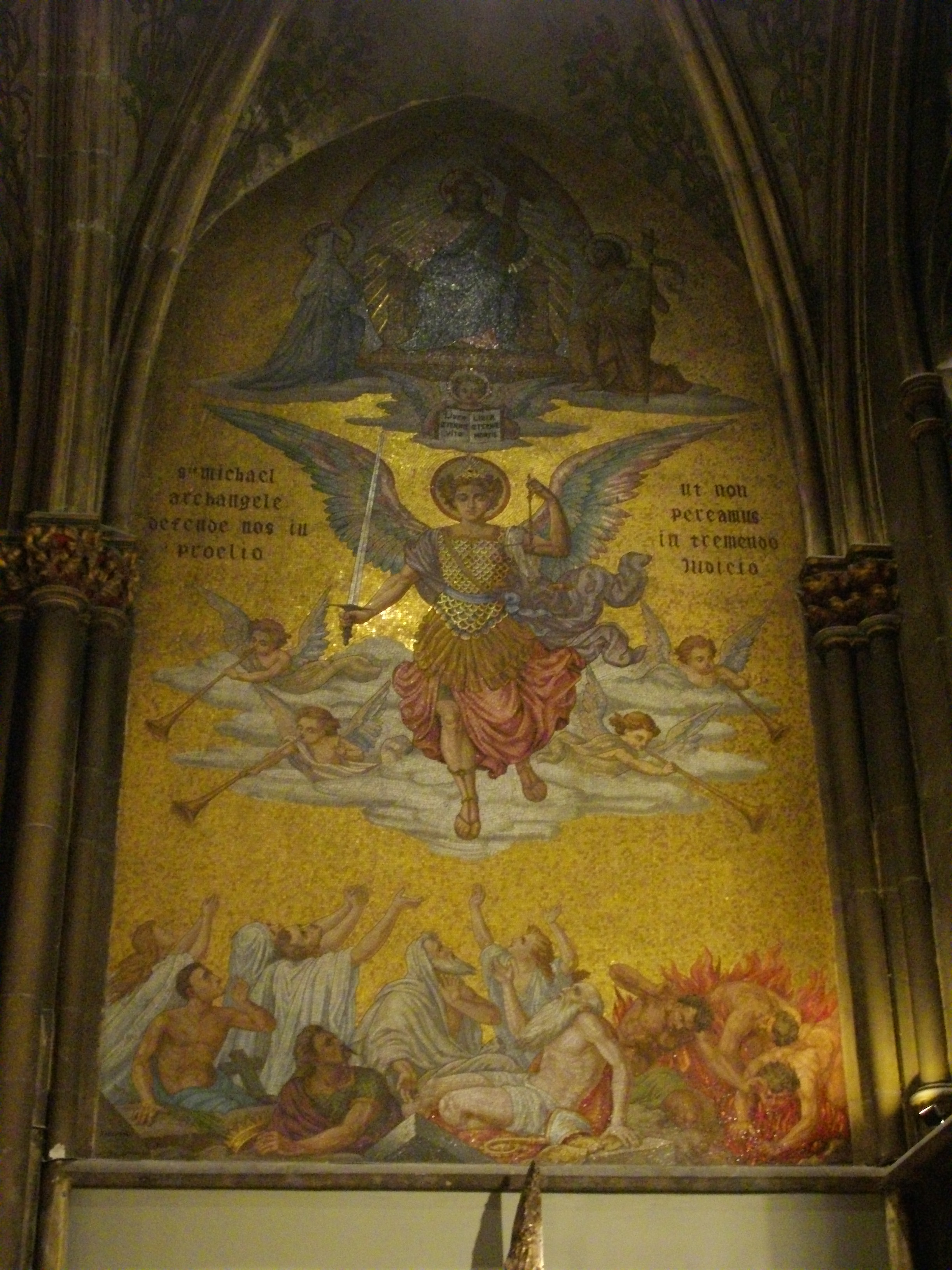
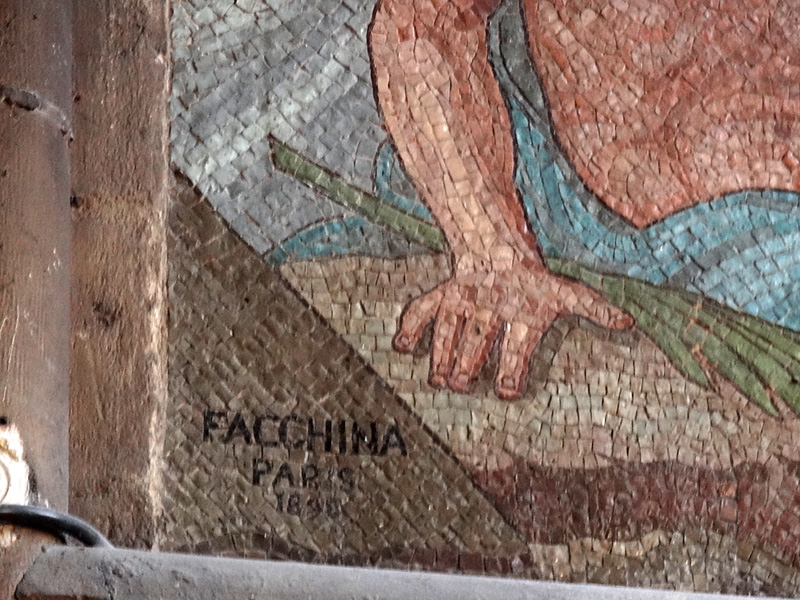
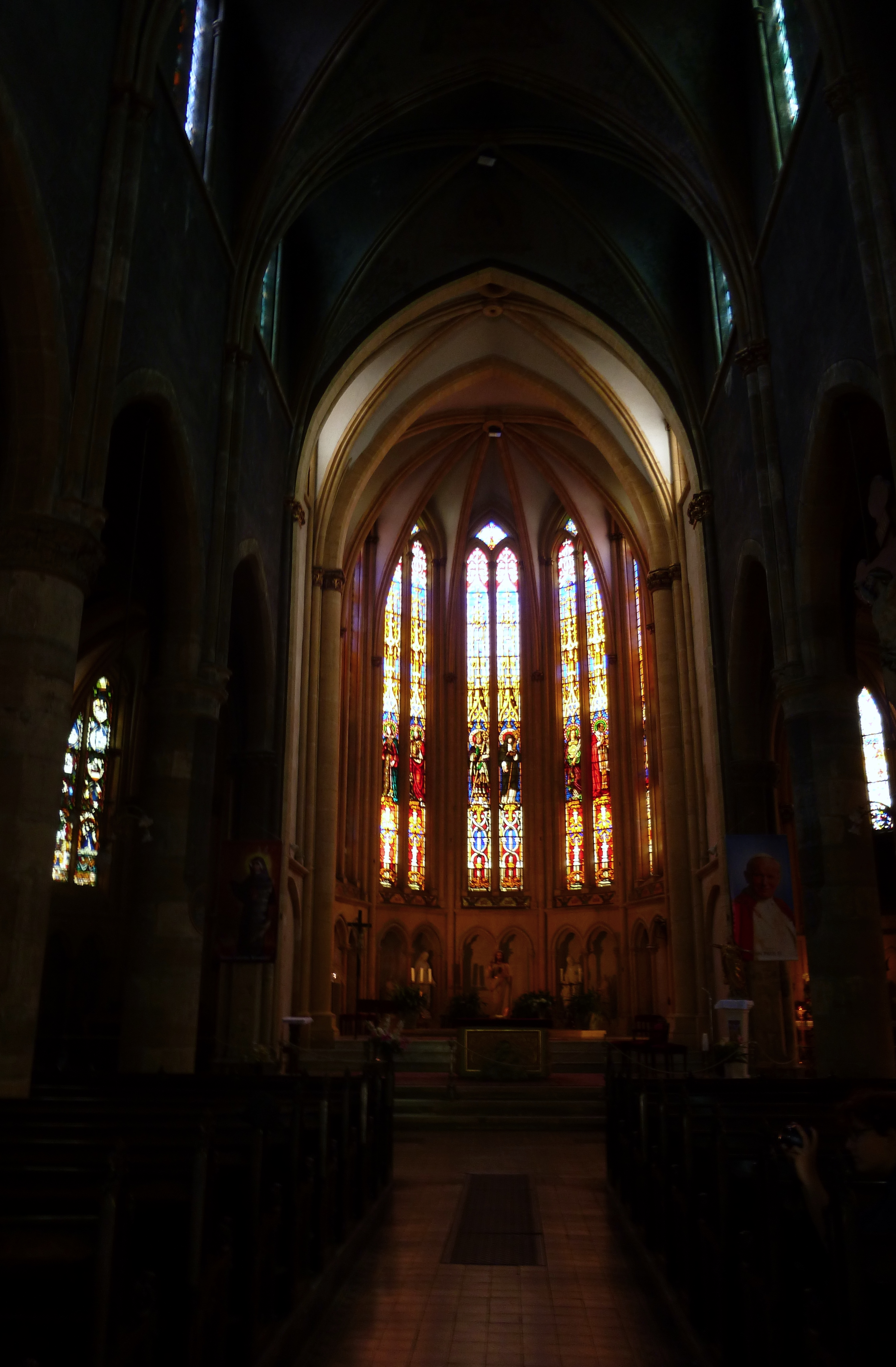